# Phitsanulok (Provinz)

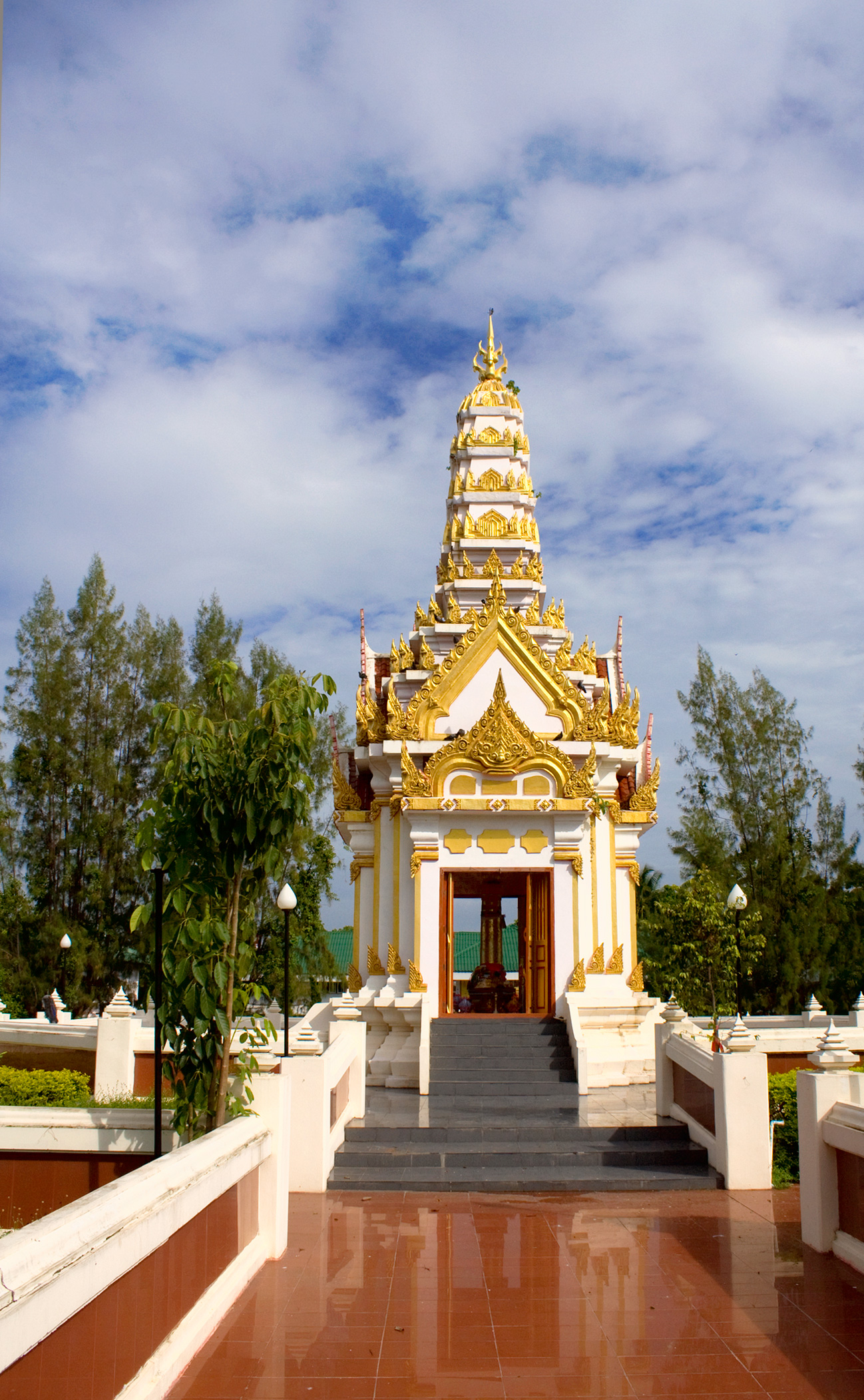
Schrein mit der Stadtsäule (Lak Müang) von Phitsanulok

Phitsanulok (Thai: พิษณุโลก) ist eine Provinz (Changwat) in Thailand. Je nach Einteilung gehört sie zur unteren Nord- oder der nördlichen Zentralregion. Die Hauptstadt der Provinz Phitsanulok heißt ebenfalls Phitsanulok.

## Geographie
Die Provinz Phitsanulok liegt etwa 400 Kilometer nördlich der Hauptstadt Bangkok. Phitsanulok bildet den Knotenpunkt für den Verkehr und den Handel zwischen dem eigentlichen Norden (Chiang Mai), dem Nordosten Isan und der Zentralregion (Bangkok). Die Provinz ist geprägt von flachen Landschaften und südlichen Ausläufern der hinterindischen Bergketten. Das Land ist sehr fruchtbar und wird durch den Mae Nam Nan bewässert.
| Benachbarte Provinzen und Gebiete: | Benachbarte Provinzen und Gebiete: |
| ---------------------------------- | ---------------------------------- |
| Norden                             | Uttaradit und Landesgrenze zu Laos |
| Osten                              | Loei und Phetchabun                |
| Süden                              | Phichit und Kamphaeng Phet         |
| Westen                             | Sukhothai                          |

### Wichtige Städte

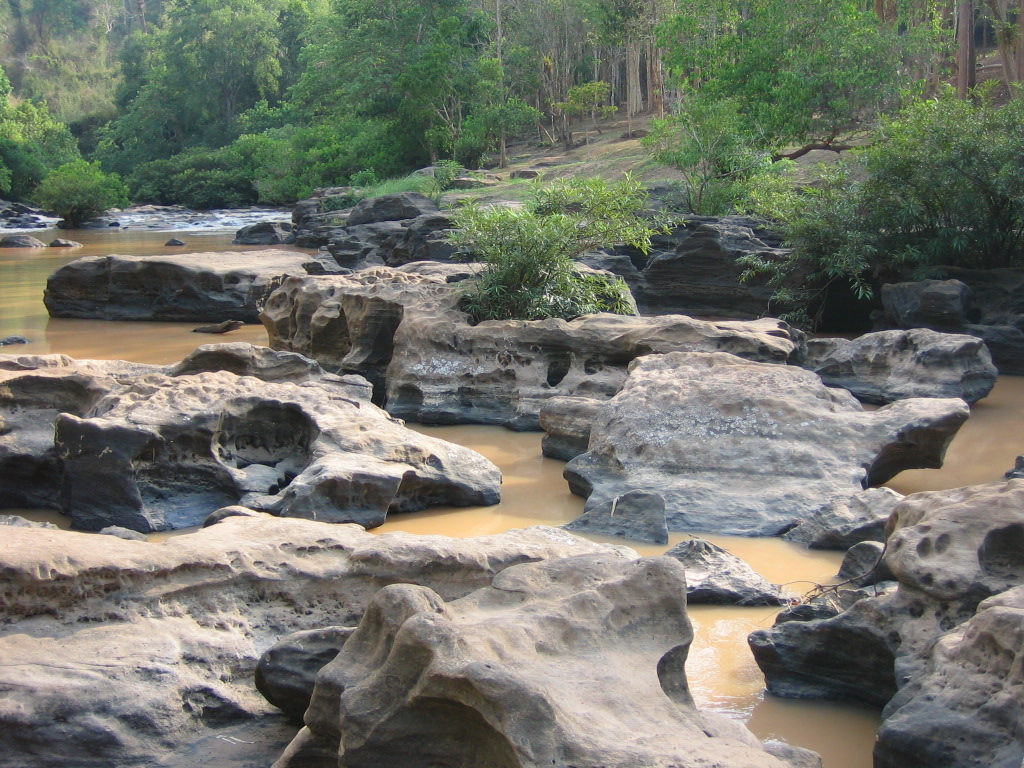
Thung Salaeng Luang Stromschnellen – Tal des Khek-Flusses

- Wang Thong

### Wichtige Flüsse
- Mae Nam Nan, Khwae Noi, Wang Thong (auch Khek-Fluss genannt, touristisch interessant – Wildwasser-Rafting, Wasserfälle)

### Klima
Das Klima ist tropisch-monsunal mit einer durchschnittlichen Jahrestemperatur von 27,6 °C. Die Höchsttemperatur im Jahr 2008 betrug 39,5 °C, die tiefste Temperatur wurde mit 10,4 °C gemessen. An 119 Regentagen fielen in demselben Jahr 1.348,6 mm Niederschlag.

### Klimatabelle
|                       | Jan  | Feb  | Mär  | Apr  | Mai  | Jun  | Jul  | Aug  | Sep  | Okt  | Nov  | Dez  |   |      |
| Mittl. Tagesmax. (°C) | 31,6 | 33,9 | 35,9 | 37,4 | 35,6 | 33,6 | 32,8 | 32,3 | 32,3 | 32,3 | 31,7 | 30,9 | ⌀ | 33,3 |
| Mittl. Tagesmin. (°C) | 18,0 | 20,8 | 23,5 | 25,3 | 25,2 | 24,8 | 24,6 | 24,5 | 24,5 | 24,0 | 21,6 | 18,3 | ⌀ | 22,9 |
|                       |      |      |      |      |      |      |      |      |      |      |      |      |   |      |
| Niederschlag (mm)     | 9    | 13   | 39   | 57   | 202  | 171  | 193  | 246  | 256  | 140  | 27   | 5    | Σ | 1358 |
|                       |      |      |      |      |      |      |      |      |      |      |      |      |   |      |
| Sonnenstunden (h/d)   | 8,6  | 8,9  | 8,6  | 9,2  | 8,1  | 6,1  | 5,7  | 5,4  | 5,5  | 7,3  | 8,3  | 8,6  | ⌀ | 7,5  |
|                       |      |      |      |      |      |      |      |      |      |      |      |      |   |      |
| Regentage (d)         | 2    | 2    | 3    | 6    | 15   | 17   | 18   | 21   | 19   | 13   | 4    | 1    | Σ | 121  |
|                       |      |      |      |      |      |      |      |      |      |      |      |      |   |      |
| Luftfeuchtigkeit (%)  | 69   | 67   | 65   | 65   | 73   | 80   | 81   | 83   | 83   | 80   | 75   | 71   | ⌀ | 74,4 |

| 18,0 |

| 20,8 |

| 23,5 |

| 25,3 |

| 25,2 |

| 24,8 |

| 24,6 |

| 24,5 |

| 24,5 |

| 24,0 |

| 21,6 |

| 18,3 |

| 18,0 |

| 20,8 |

| 23,5 |

| 25,3 |

| 25,2 |

| 24,8 |

| 24,6 |

| 24,5 |

| 24,5 |

| 24,0 |

| 21,6 |

| 18,3 |

## Bevölkerung
Die Bevölkerung besteht ganz überwiegend aus Thai. Daneben siedeln aber auch Nachkommen der von Siamesen aus Laos verschleppten Fronarbeiter, die Lao Khrang (deren Gesamtzahl in Thailand bei 53.000 liegt). Nur 0,7 % sind Angehörige der Bergvölker. 0,1 % sind Moslems und 0,3 % Christen, der Rest ist buddhistischen Glaubens.

## Wirtschaft und Bedeutung

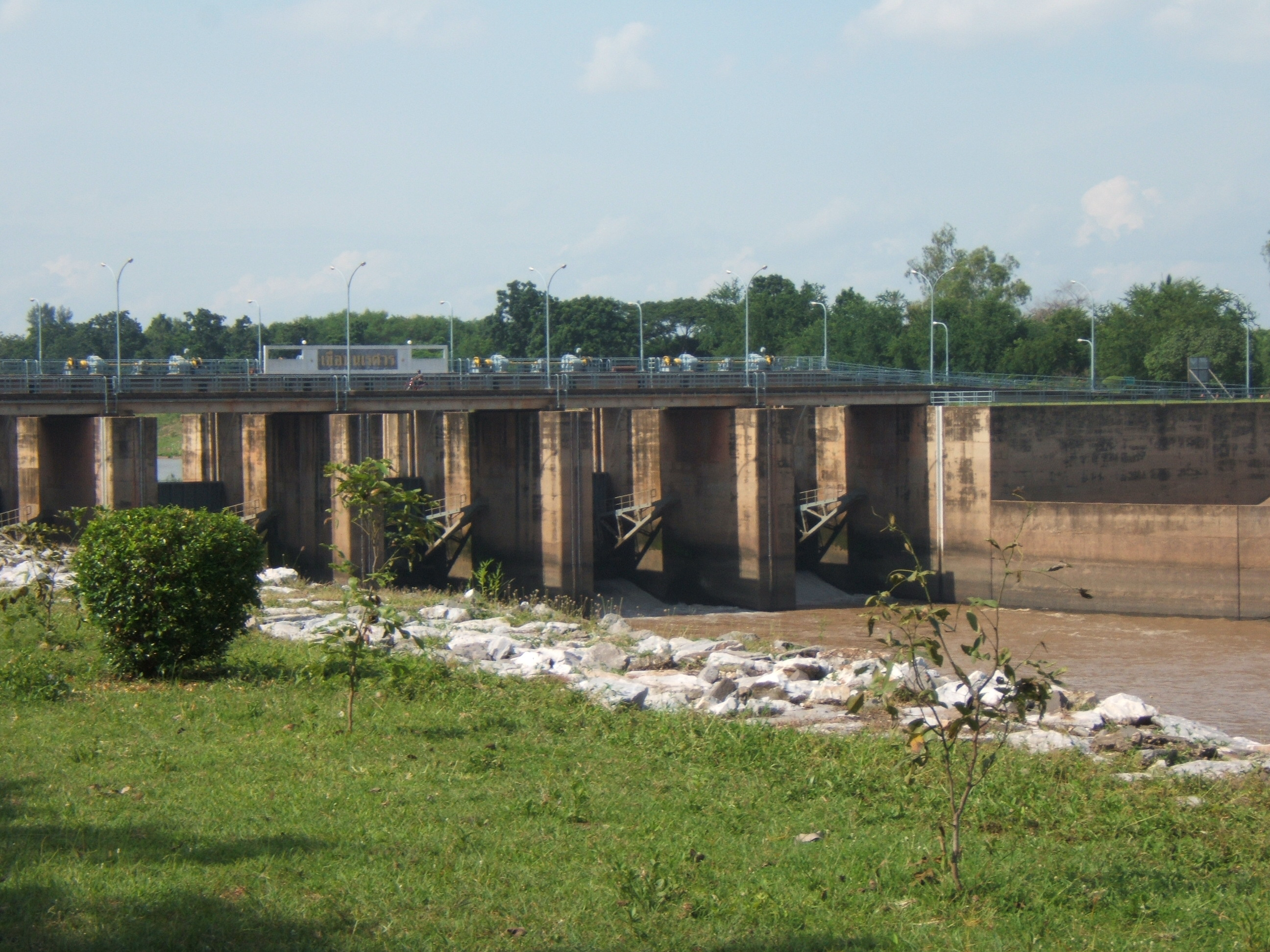
Naresuan-Staudamm

Im Jahr 2011 betrug das „Gross Provincial Product“ (Bruttoinlandsprodukt) der Provinz 63,984 Milliarden Baht. Der offizielle Mindestlohn in der Provinz beträgt 227 Baht pro Tag (etwa 5 €; Stichtag 1. April 2012).

### Daten
Die unten stehende Tabelle zeigt den Anteil der Wirtschaftszweige am Gross Provincial Product in Prozent:
| Wirtschaftszweig | 2006 | 2007 | 2008 | 2009 |
| ---------------- | ---- | ---- | ---- | ---- |
| Landwirtschaft   | 25,6 | 25,8 | 30,6 | 27,4 |
| Industrie        | 16,2 | 16,6 | 16,1 | 17,2 |
| Andere           | 58,2 | 57,6 | 53,3 | 55,4 |

Die am stärksten zur Wirtschaftsleistung der Provinz beitragende Branche war im Jahr 2011 die Landwirtschaft mit 18,185 Mrd. Baht, gefolgt von Verwaltung, Verteidigung und verpflichtender Sozialversicherung mit 8,364 Mrd. Baht, Groß- und Einzelhandel mit 7,535 Mrd. Baht, Bildung mit 6,653 Mrd. Baht und dem verarbeitenden Gewerbe mit 6,432 Mrd. Baht.

### Landnutzung
Für die Provinz ist die folgende Landnutzung dokumentiert:
- Waldfläche: 2.484.607 Rai (3.975,4 km²), 36,8 % der Gesamtfläche
- Landwirtschaftlich genutzte Fläche: 2.498.776 Rai (3.998,0 km²), 37,0 % der Gesamtfläche
- Nicht klassifizierte Fläche: 1.776.526 Rai (2.842,4 km²), 26,3 % der Gesamtfläche

Durch den nördlich der Stadt Phitsanulok gelegenen Naresuan-Staudamm werden etwa 97.000 ha Ackerland bewässert.

## Verkehr
Phitsanulok bildet einen Verkehrsknotenpunkt für den Landverkehr von und nach Nordthailand.

### Bahn
- Bahnhof Phitsanulok (Nordlinie)

### Flughafen
- Flughafen Phitsanulok (IATA-Flughafencode: PHS), mit Verbindungen nach Bangkok und Chiang Mai.

## Bildungseinrichtungen

### Universitäten
- Naresuan-Universität
- Rajabhat-Universität Pibulsongkram
- Campus Phitsanulok der Rajamangala University of Technology Lanna
- Buddhistische Phutthachinnarat-Hochschule der Mahachulalongkornrajavidyalaya-Universität
- Universität Phitsanulok (privat)

### Hochschulen
- Boromarajonani-Hochschule für Krankenpflege Phitsanulok
- Sirindhorn-Hochschule für Gesundheitswesen Phitsanulok

## Geschichte

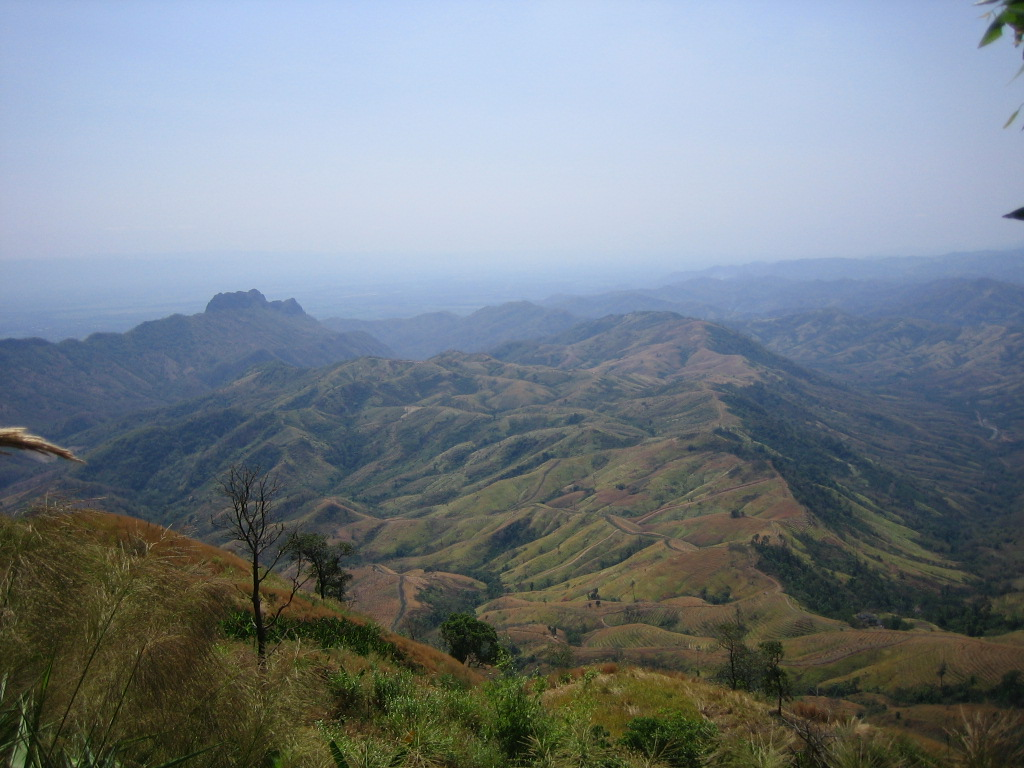
Phu Hin Rong Kla Nationalpark

Die älteste Stadt der Region ist die Hauptstadt Phitsanulok, eine Gründung aus dem 11. Jahrhundert, damals Song Khwae geheißen und etwa 5 km südlich des heutigen Stadtkerns gelegen. Die Gegend geriet unter den Einfluss des Königreichs von Sukhothai, als sich das Königreich nach Osten ausbreitete und die Herrschaft der Khmer über diese Gegend verdrängte.
Nachdem Sukhothai 1438 Teil des zentralthailändischen Königreichs Ayutthaya geworden war, bekam Phitsanulok eine Vorrangstellung unter den nördlichen Provinzen (Mueang Nuea). Von 1463 bis 1488 war Phitsanulok sogar die Residenz des Königs Borommatrailokanat von Ayutthaya, der seinem Sohn die Kontrolle über die eigentliche Hauptstadt überließ. Phitsanulok diente auf diese Weise als Bollwerk gegen das nordthailändische Reich Lan Na, mit dem sich Ayutthaya im Krieg befand. Aufgrund der Funktion Phitsanuloks als „zweite Hauptstadt“ beschrieben zeitgenössische portugiesische Händler Ayutthaya–Phitsanulok als „Zwillingsstaaten“. Phitsanulok war in der Folge ein wichtiges Ausbildungszentrum für Elitesoldaten des Reiches.
Der Adel von Phitsanulok, der auf die Phra-Ruang-Dynastie des früheren Sukhothai zurückgeht, war weiterhin sehr einflussreich. Der Feudalherr von Phitsanulok, Khun Phirenthorathep, spielte im Verbund mit anderen nördlichen Adeligen 1548 die Rolle des Königsmachers, als sie den Usurpator Khun Worawongsa töten ließen und König Chakkraphat auf den Thron verhalfen. Dieser ernannte Khun Phirenthorathep von Phitsanulok als Dank zu seinem Vizekönig Maha Thammaracha. Dieser schloss sich im folgenden Krieg mit Pegu aber dem birmanischen König Bayinnaung an und setzte sich nach dessen Sieg über Ayutthaya selbst auf den Königsthron (als Vasall Birmas). Seinen Sohn Naresuan machte er wiederum zum Vizekönig in Phitsanulok. Dieser machte Siam wieder unabhängig von Birma und vergrößerte das Einflussgebiet Ayutthayas. Nach ihm ist auch die Universität von Phitsanulok benannt.
In den Wirren nach dem Untergang des Königreichs Ayutthaya 1767 erklärte sich der damalige Gouverneur von Phitsanulok für unabhängig bzw. rief sich selbst zum neuen König aus. Etwas darauf wurde die Stadt dann von militanten Mönchen aus Fang (heute Provinz Uttaradit) eingenommen. Mitte des Jahres 1770 wurde sie dann von König Taksin unterworfen und seinem neuen siamesischen Königreich Thonburi einverleibt.
In den 1970er Jahren hielten sich im nördlichen und östlichen Teil der Provinz kommunistische Guerilleros auf, die gegen die Regierung kämpften und schließlich vertrieben werden konnten.

## Sehenswürdigkeiten

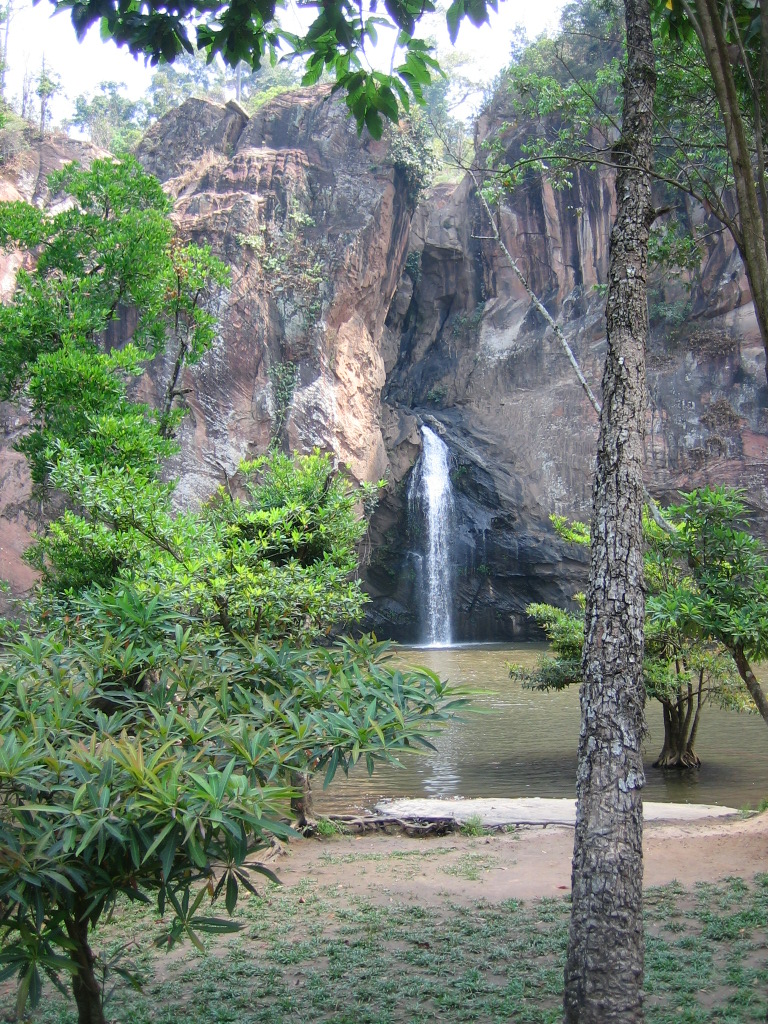
Wasserfall Chat Trakan

- Sakunothayan Arboretum – Botanischer Garten am Highway 12 mit einem sehr schön gelegenen Wasserfall.
- Tal des Wang Thong (auch Khaek-Fluss genannt) mit seinen Stromschnellen und Wasserfällen.
- Nationalparks:
  - Nationalpark Thung Salaeng Luang
  - Nationalpark Phu Hin Rong Kla
  - Nationalpark Namtok Chat Trakan – der Wasserfall Chat Trakan bildet die Quelle für den Fluss Khwae Noi

## Symbole

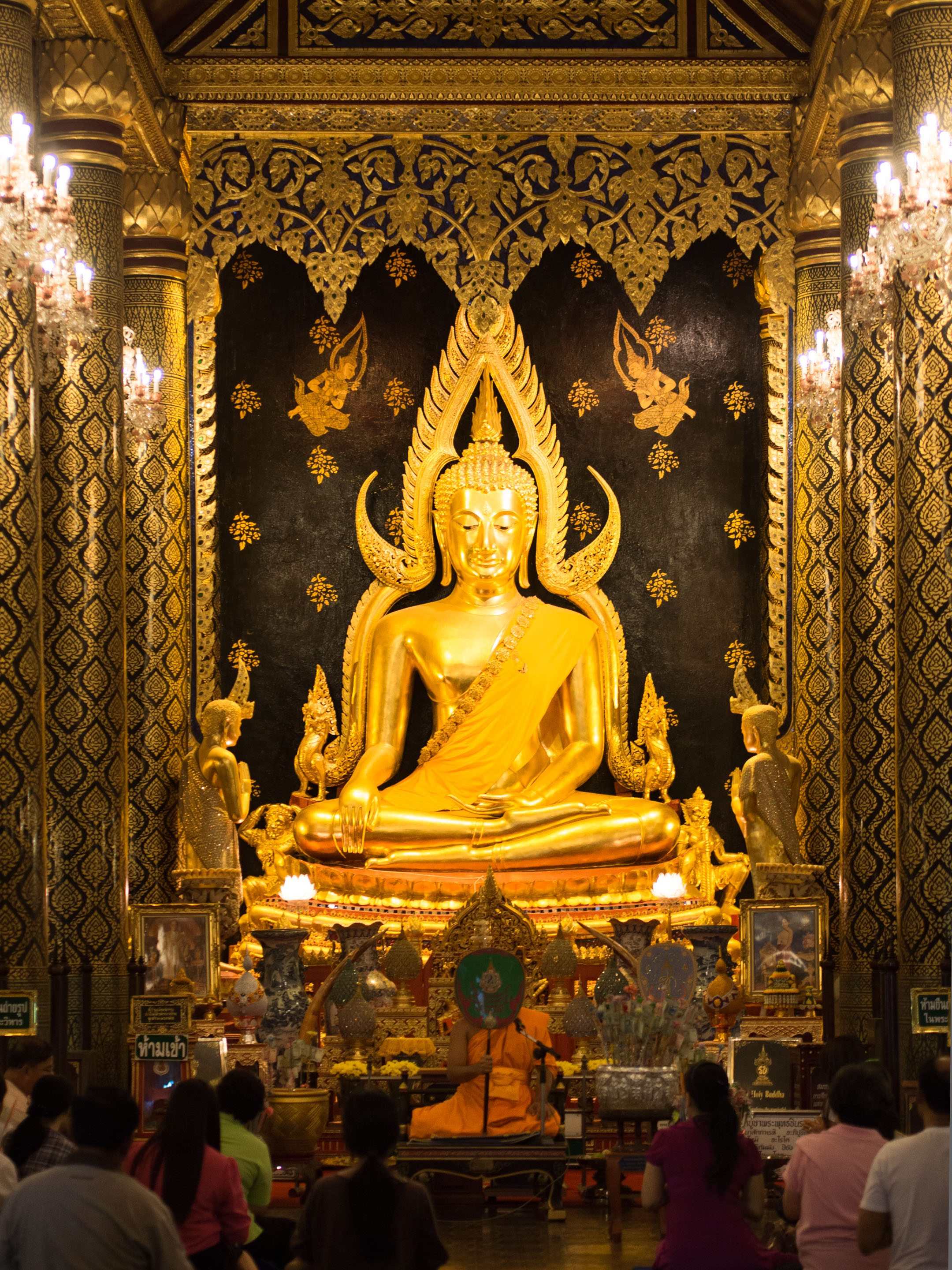
Buddhastatue Phra Phutthachinnarat, ein Wahrzeichen der Provinz

Das Siegel zeigt den Phra Phutthachinnarat, eine der schönsten Buddhafiguren Thailands im klassischen Sukhothai-Stil. Die Figur steht im Wat Phra Sri Rattana Mahathat von Phitsanulok, kurz Wat Yai genannt.
Der lokale Baum ist der Jasminbaum (auch Indischer Korkbaum, Millingtonia hortensis), die lokale Blüte ist die des Gelben Flammenbaums (Goldregen, Flamboyant) Peltophorum pterocarpum.
Der Wahlspruch der Provinz Phitsanulok lautet:
„Die Stadt beherbergt Phra Phuttha Chinnarat, das schönste Buddha-Bildnis,
Geburtsort des Königs Naresuan, des Großen,
Faszinierende Boot- und Floßhäuser liegen an beiden Flussufern,
Getrocknete Bananen ziehen Käufer an,
Große Höhlen und Wasserfälle blenden die Augen der Besucher.“

## Sonstiges
In der Provinz Phitsanulok liegt der Ursprung der Hunderasse Thai Bangkaew.

## Verwaltungseinheiten

### Provinzverwaltung
Die Provinz ist eingeteilt in 9 Amphoe (‚Bezirke‘ oder ‚Landkreise‘). Diese sind weiter unterteilt in 93 Tambon (‚Unterbezirke‘ oder ‚Gemeinden‘) und 993 Muban (‚Dörfer‘).
| \| Nr. \| Amphoe-Name \| Thai \| \| --- \| ------------------------- \| --------------- \| \| 1 \| Amphoe Mueang Phitsanulok \| อำเภอเมืองพิษณุโลก \| \| 2 \| Amphoe Nakhon Thai \| อำเภอนครไทย \| \| 3 \| Amphoe Chat Trakan \| อำเภอชาติตระการ \| \| 4 \| Amphoe Bang Rakam \| อำเภอบางระกำ \| \| 5 \| Amphoe Bang Krathum \| อำเภอบางกระทุ่ม \| \| 6 \| Amphoe Phrom Phiram \| อำเภอพรหมพิราม \| \| 7 \| Amphoe Wat Bot \| อำเภอวัดโบสถ์ \| \| 8 \| Amphoe Wang Thong \| อำเภอวังทอง \| \| 9 \| Amphoe Noen Maprang \| อำเภอเนินมะปราง \| |                           |                 |
| Nr. | Amphoe-Name               | Thai            |
| 1 | Amphoe Mueang Phitsanulok | อำเภอเมืองพิษณุโลก |
| 2 | Amphoe Nakhon Thai        | อำเภอนครไทย     |
| 3 | Amphoe Chat Trakan        | อำเภอชาติตระการ  |
| 4 | Amphoe Bang Rakam         | อำเภอบางระกำ    |
| 5 | Amphoe Bang Krathum       | อำเภอบางกระทุ่ม   |
| 6 | Amphoe Phrom Phiram       | อำเภอพรหมพิราม   |
| 7 | Amphoe Wat Bot            | อำเภอวัดโบสถ์     |
| 8 | Amphoe Wang Thong         | อำเภอวังทอง      |
| 9 | Amphoe Noen Maprang       | อำเภอเนินมะปราง  |

### Lokalverwaltung
Für das ganze Gebiet der Provinz besteht eine Provinz-Verwaltungsorganisation (thailändisch องค์การบริหารส่วนจังหวัด, kurz อบจ., Ongkan Borihan suan Changwat; englisch Provincial Administrative Organization, PAO).
Auf dem Gebiet der Provinz gibt es des Weiteren 27 Thesaban (‚Kommunen‘) – darunter eine „Großstadt“ (die Provinzhauptstadt), eine „Stadt“ und 25 „Kleinstädte“ – sowie 75 Tambon-Verwaltungsorganisationen.